# Église Notre-Dame de Cauroy-lès-Hermonville
Ne doit pas être confondu avec Église Notre-Dame-du-Breuil.
L'église de Cauroy-lès-Hermonville est une église romane construite au XIe siècle, située dans la Marne.

## Historique

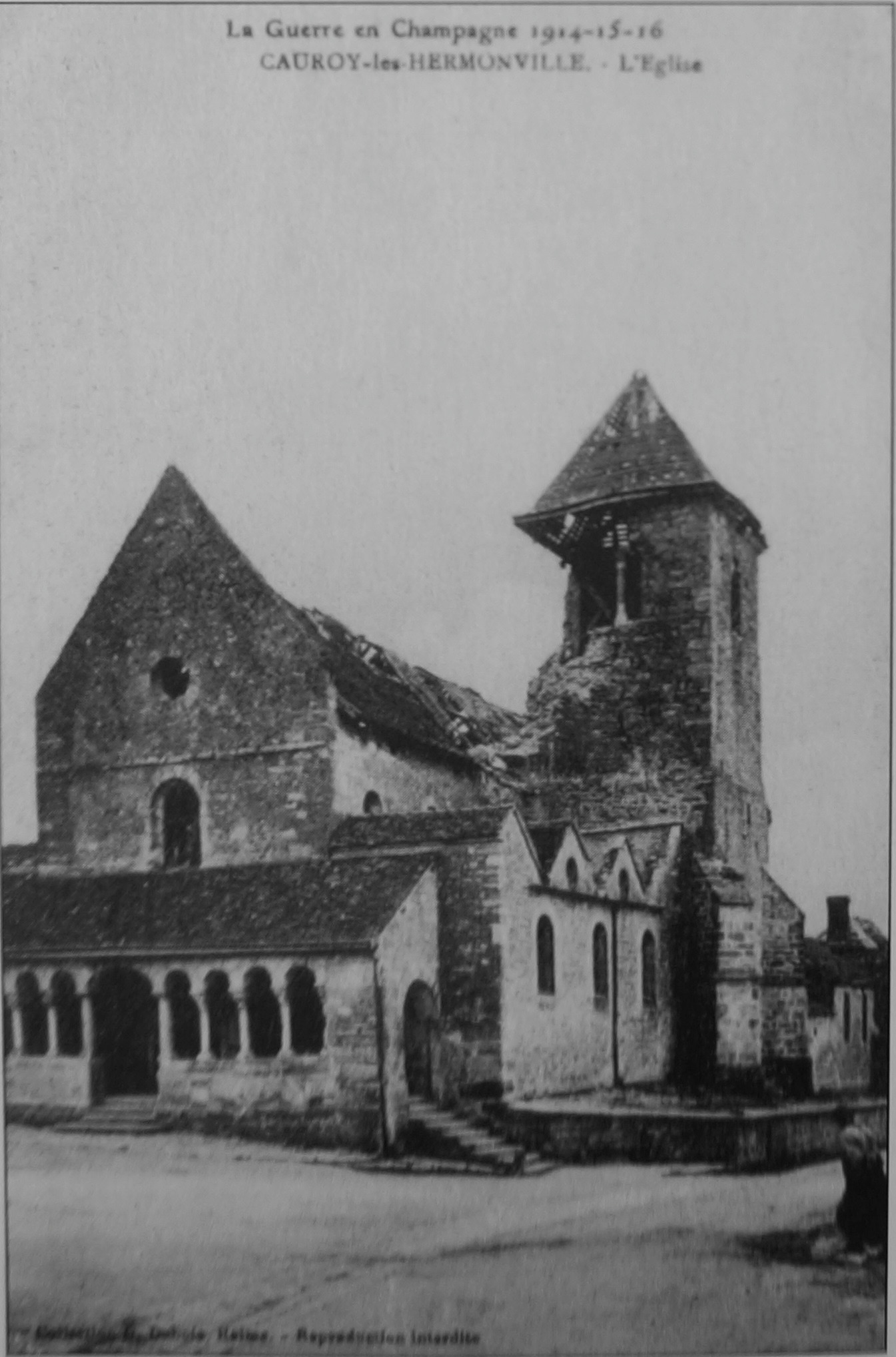
Au sortir de la 1GM.

L’église, d’architecture romane, date du XIIe siècle, elle dépendait de l'Hôtel-Dieu de Reims ; elle est classée aux monuments historiques et a subi d'importants dégâts lors de la Première Guerre mondiale. Elle est dédiée à Nicaise de Reims et Notre-Dame.

## Architecture

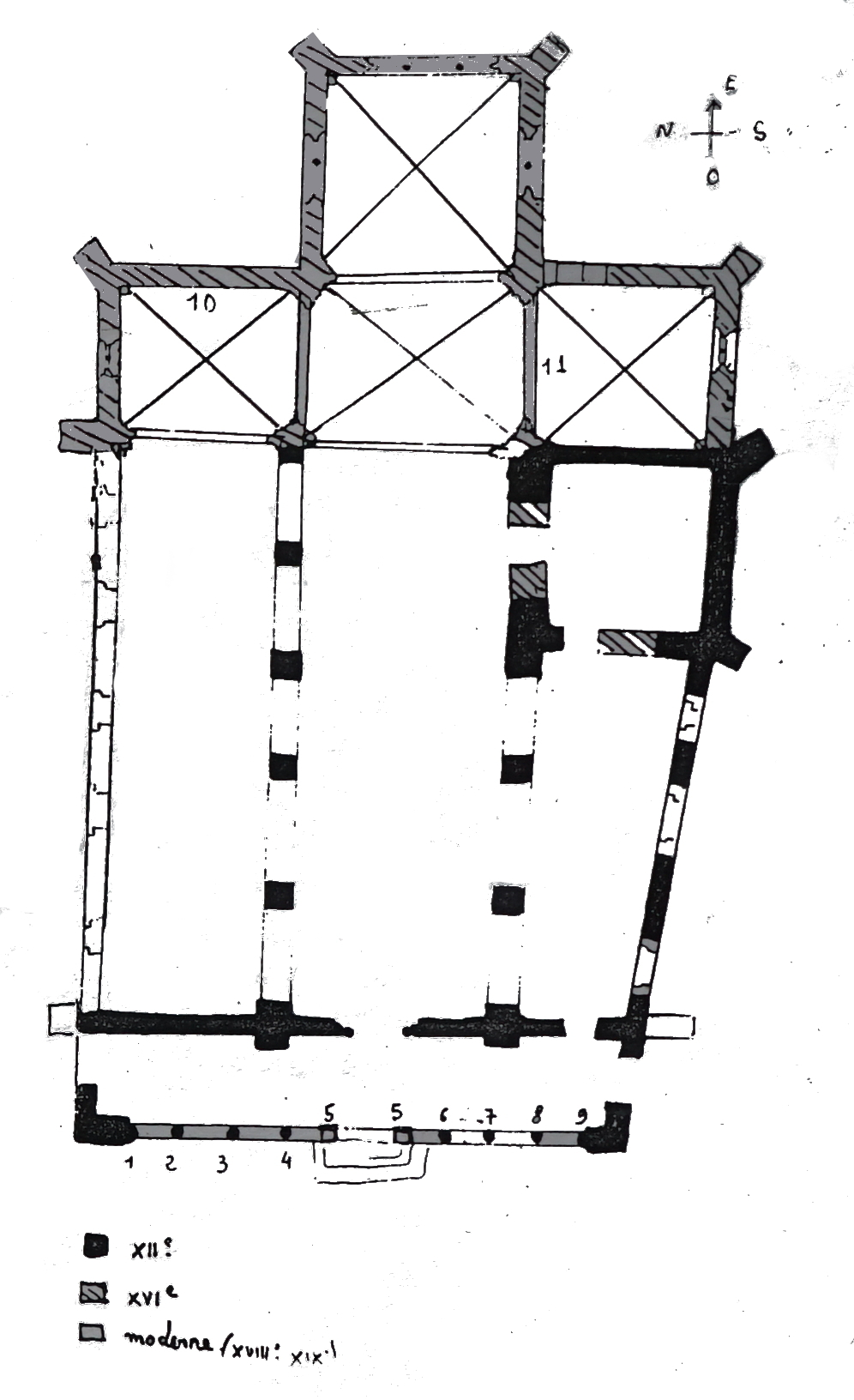
Plan du bâtiment.

La nef charpentée est contemporaine de la restauration des dégâts de la Première Guerre mondiale qui a quelques têtes sculptées. Elle a conservé sa tour romane à la croisée. Le chœur portait la date de 1539.

### Le mobilier
Elle a sauvé des destructions un groupe de quatre anges céroféraires du XVIIe siècle, un retable  de 1547.

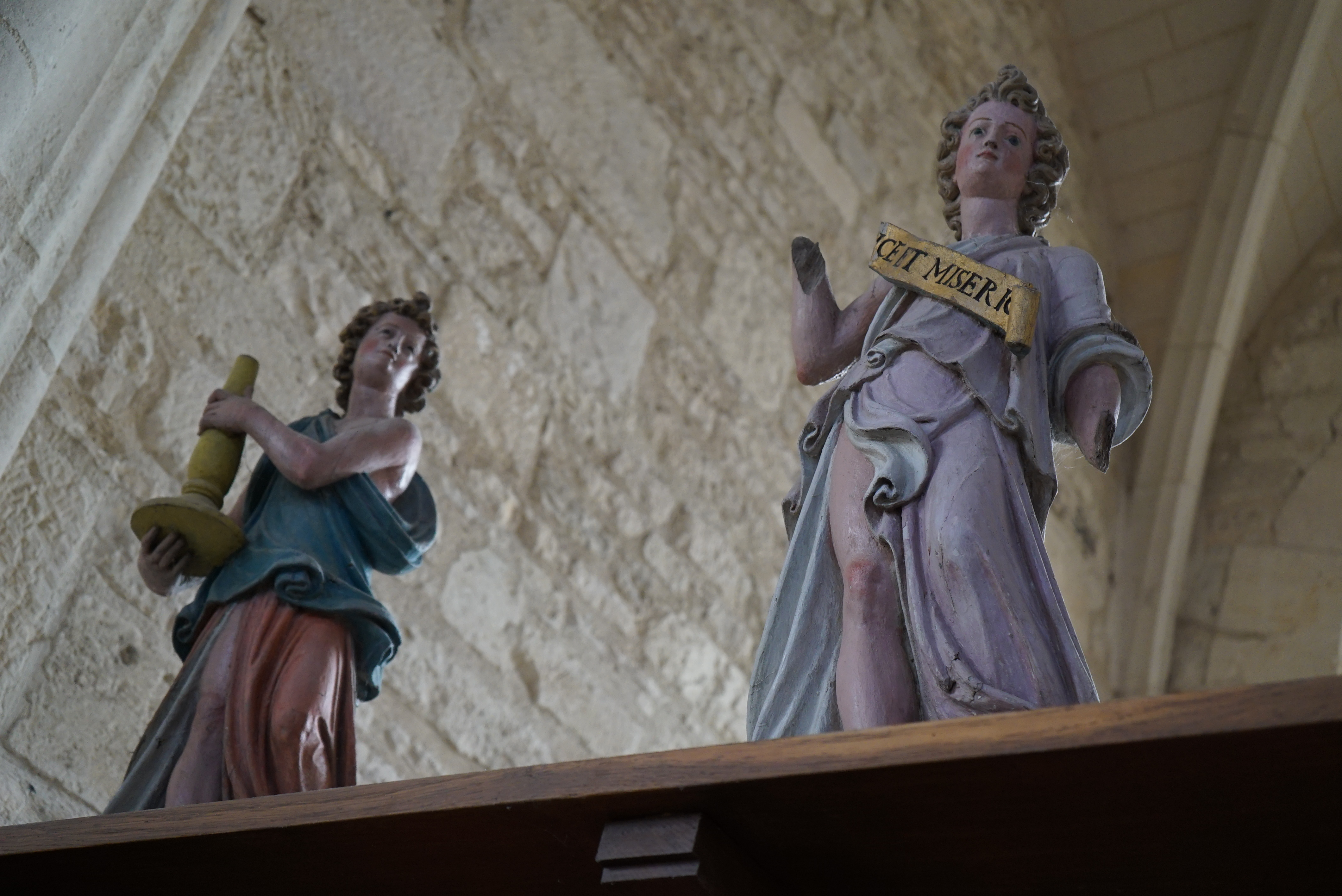
anges,
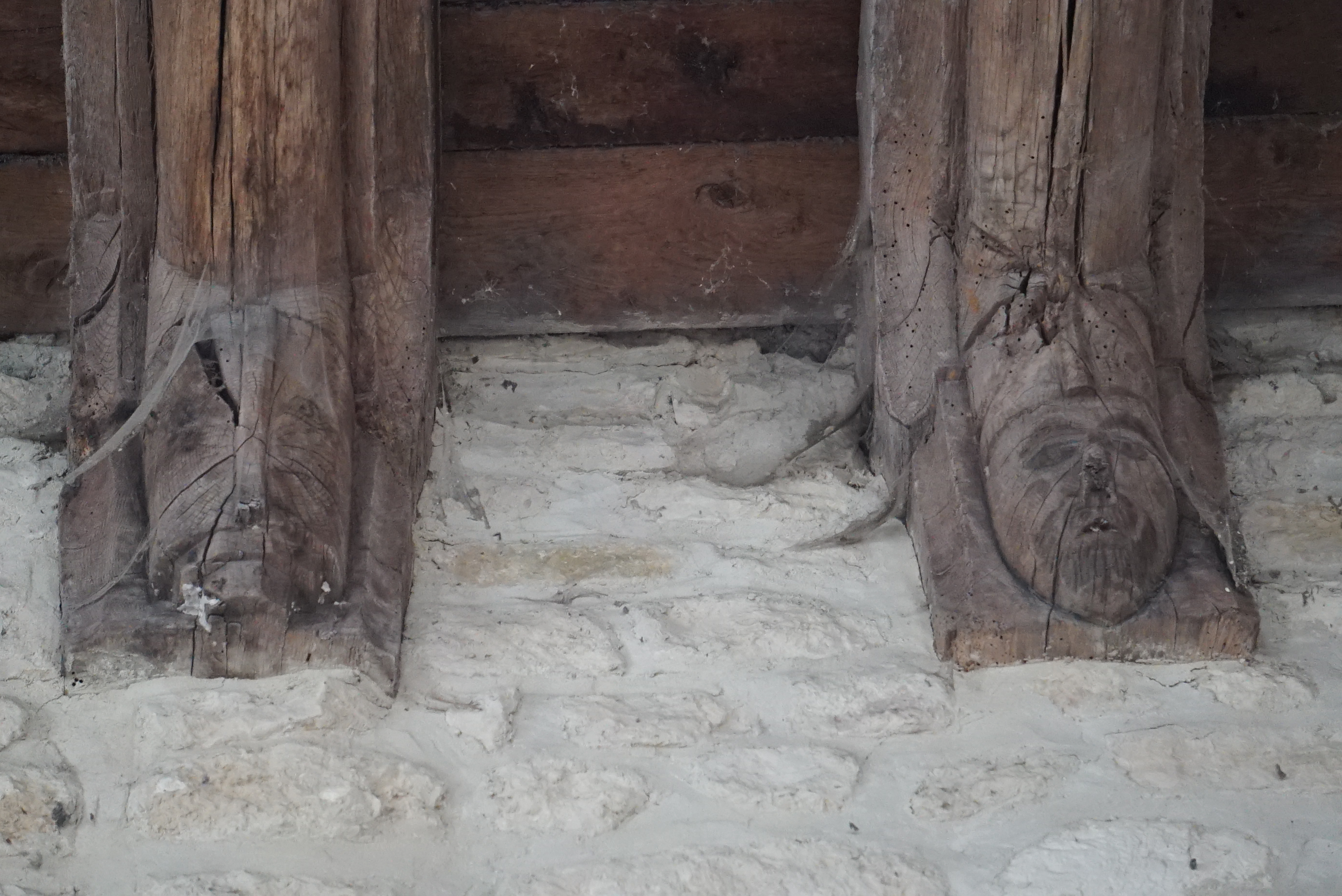
poutres,
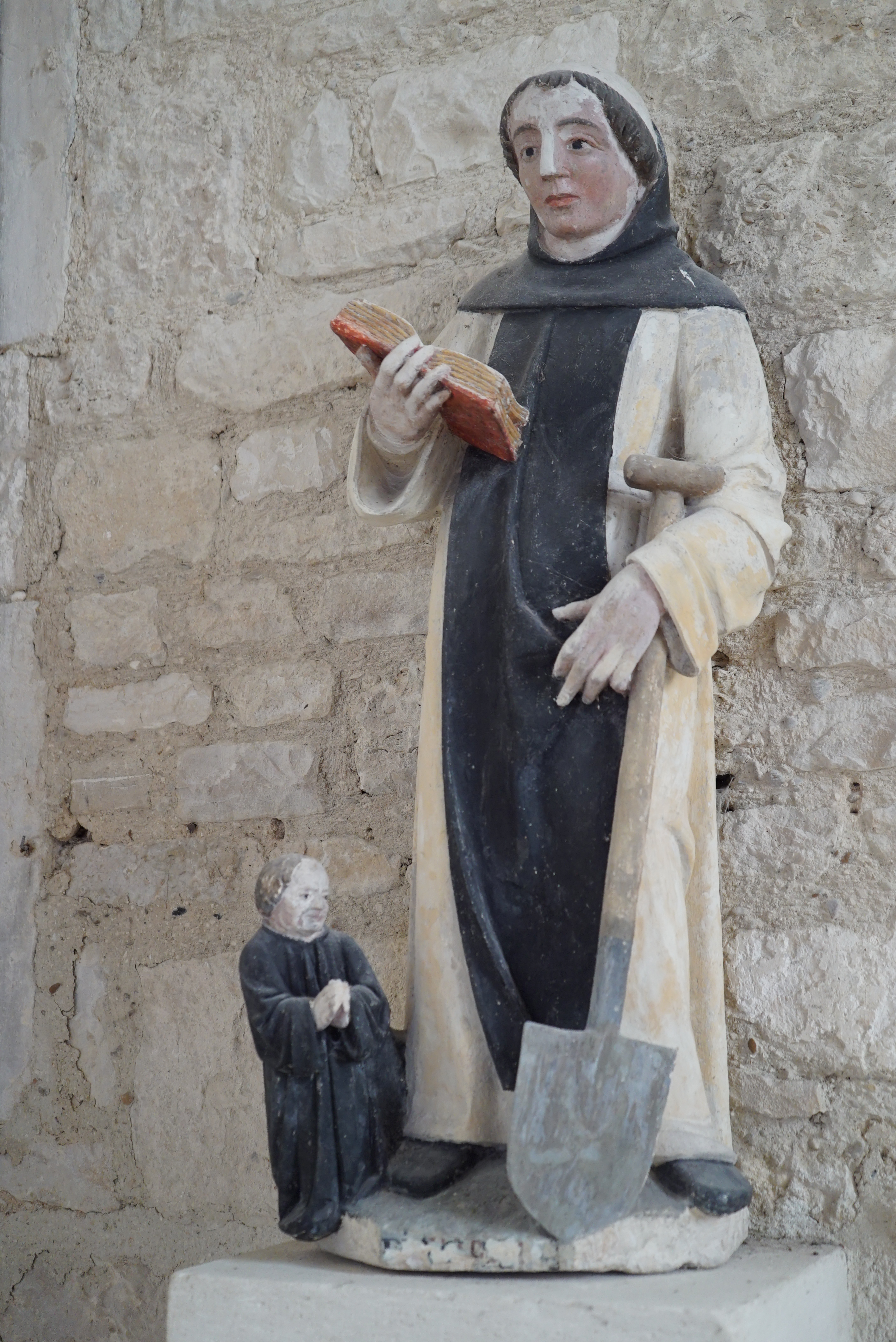
Fiacre[4],
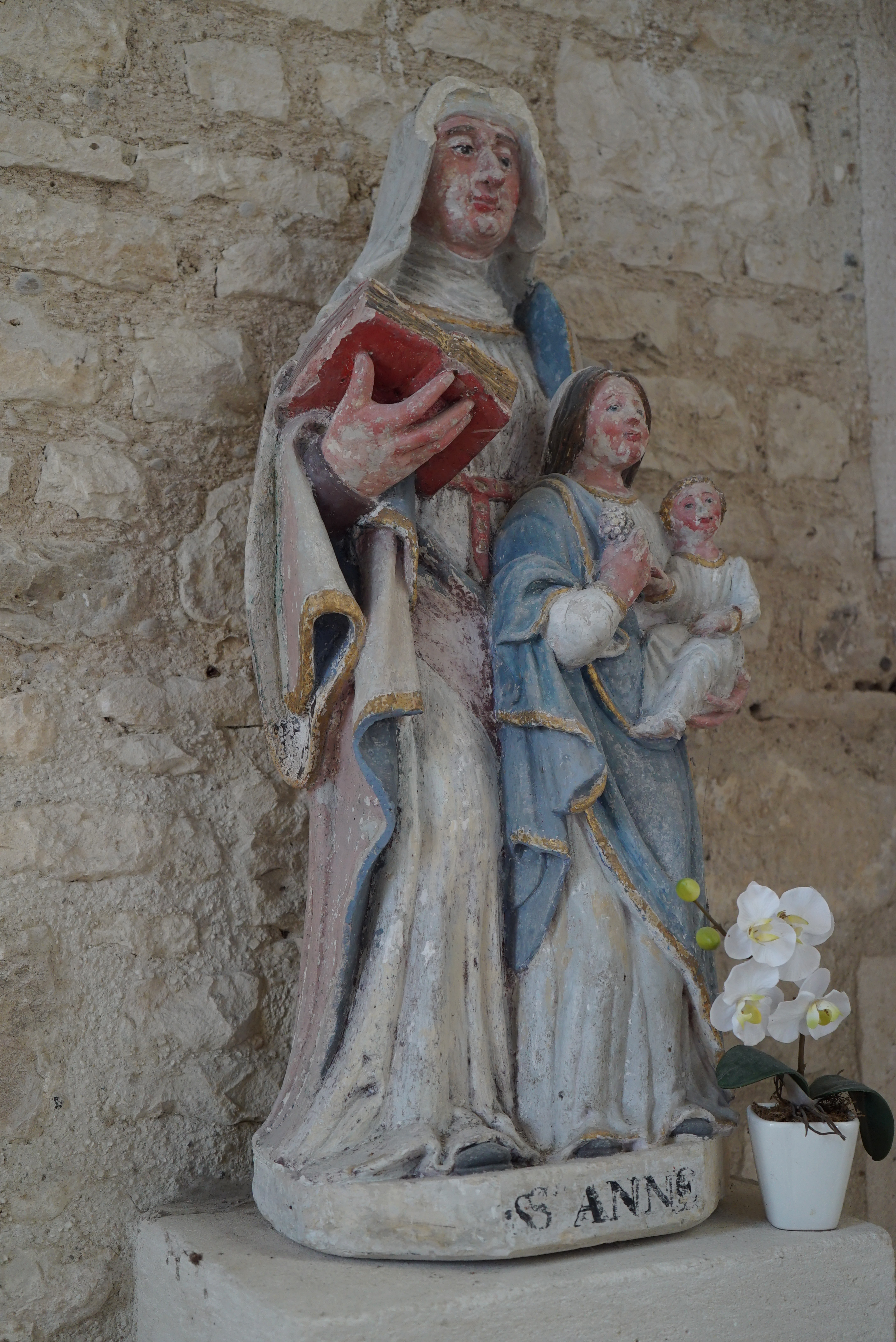
Anne apprenant à Marie à lire[5],
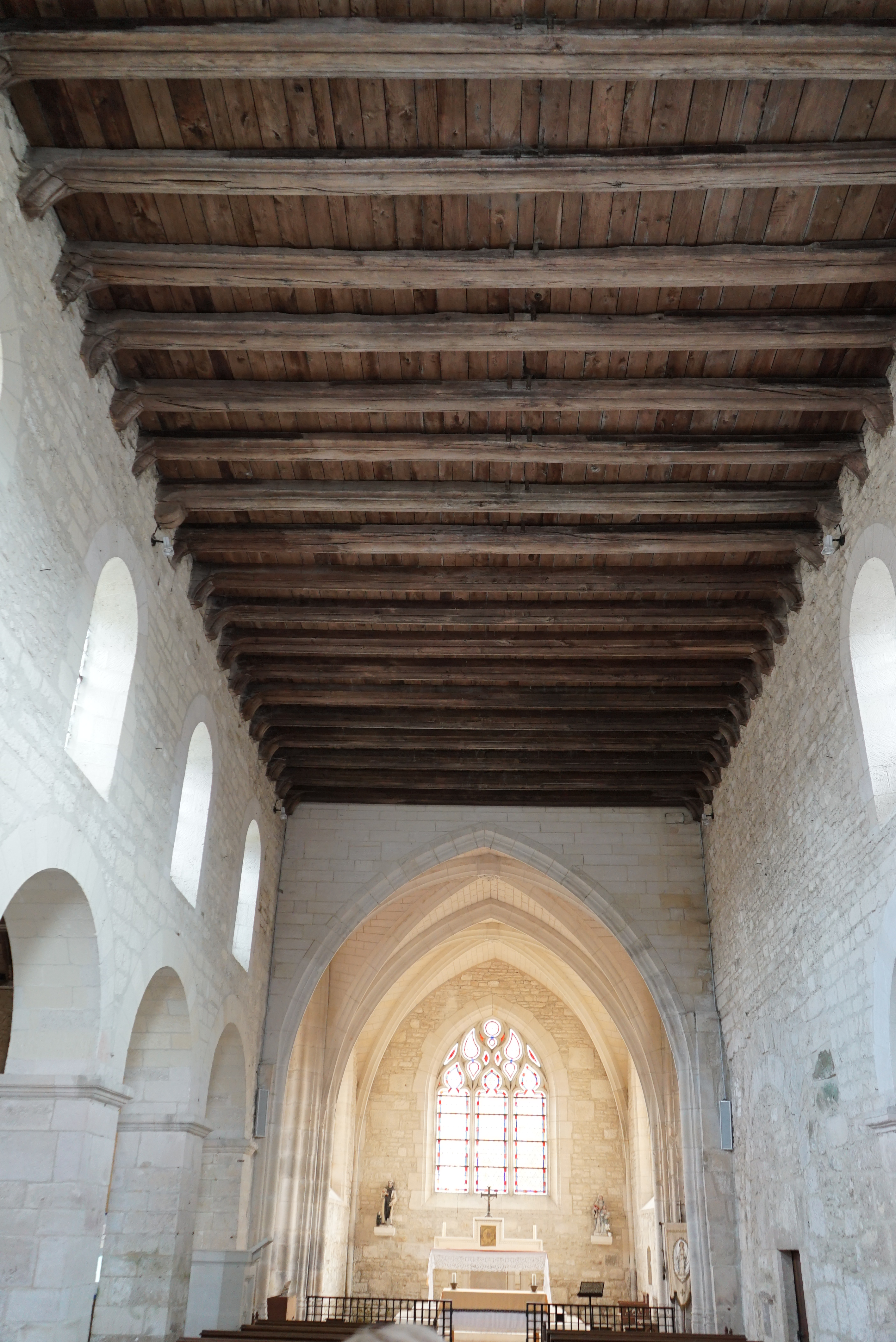
nef vers le chœur,
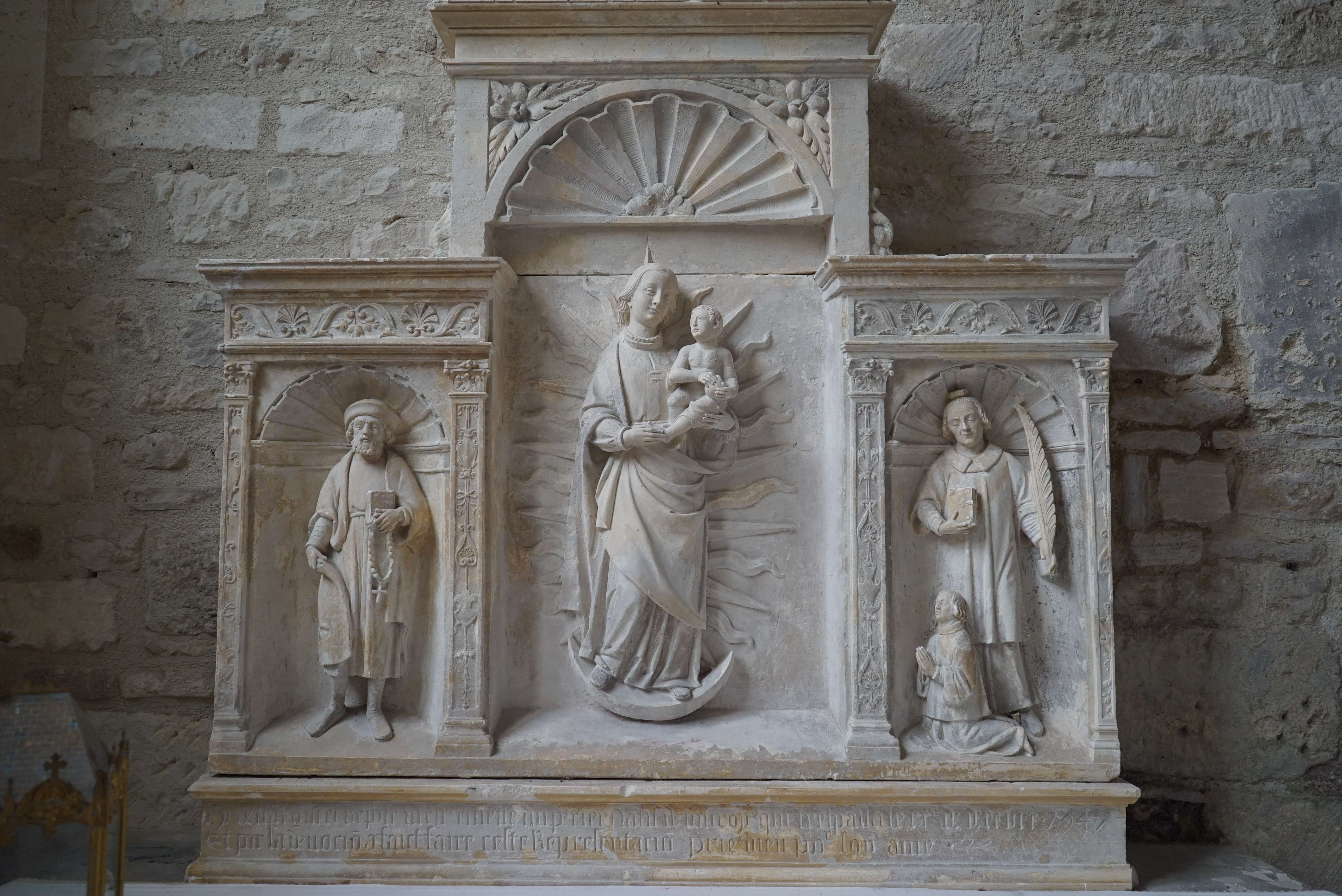
retable.

### Le porche
Elle possède l'une des plus anciennes galeries-porches de la région, avec des chapiteaux de 1140 de rubans entrelacés, de palmettes, de bovins, chouettes et des figures humaines. Sont-ce Samson et Dalila ?  L'ouverture central est postérieure, l'entrée se faisant avant par les ouvertures latérales.

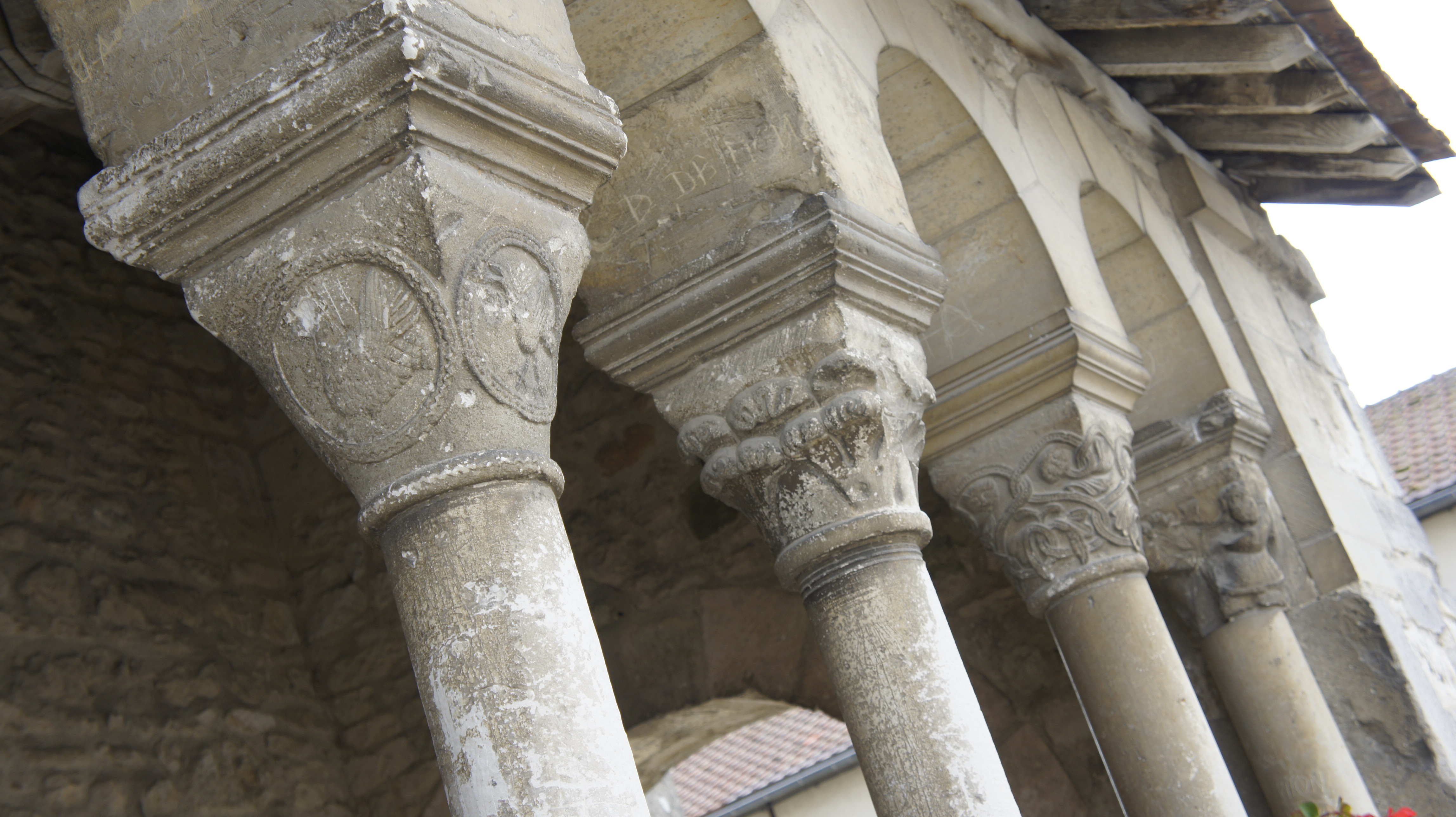
Exemple de chapiteaux du porche.
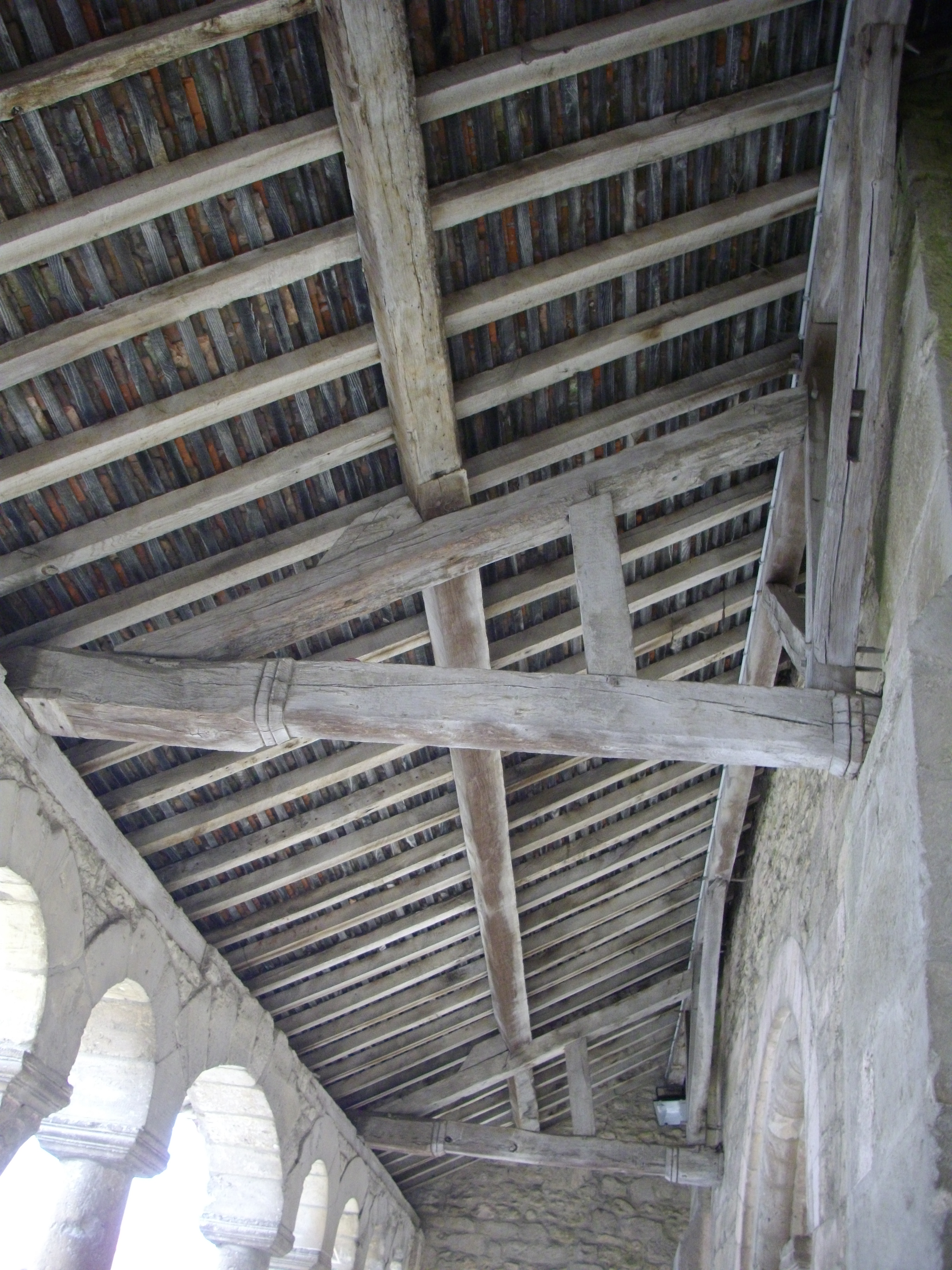
L'intérieur.